# برونزويك (مين)
برونزويك (بالإنجليزية: Brunswick)‏ هي بلدة تقع في مقاطعة كمبرلاند بولاية مين بالولايات المتحدة. كان عدد السكان 20278 في تعداد الولايات المتحدة 2010، تعد برونزويك موطنًا لكلية بودوين، ومهرجان بودوين الدولي للموسيقى، ومتحف كلية بودوين للفنون، ومتحف بيري ماكميلان القطب الشمالي، ومسرح ولاية مين. كانت في السابق موطنًا لمحطة برونزويك الجوية البحرية الأمريكية، والتي أُغلقت نهائيًا في 31 مايو 2011 ومنذ ذلك الحين أُطلقت جزئيًا لإعادة تطويرها باسم «برونزويك لاندينغ».

## معرض صور

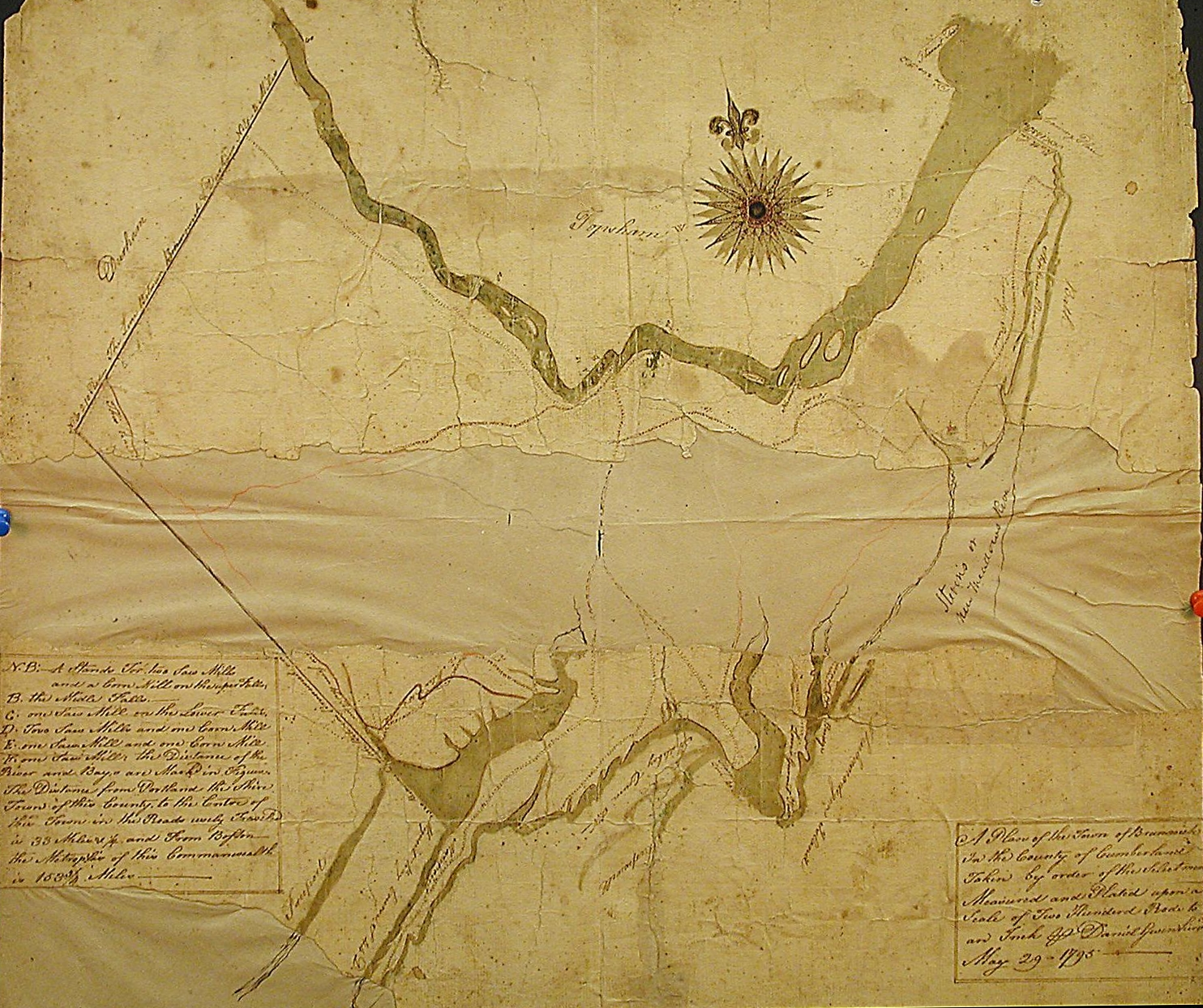
خريطة برونزويك (مين) بتاريخ 29 مايو 1795
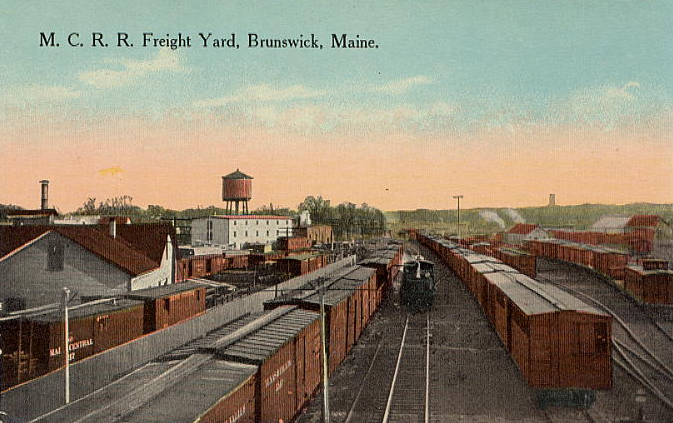
ساحة السكك الحديدية في برونزويك (مين) مصورة في ج. 1910 بطاقة بريدية
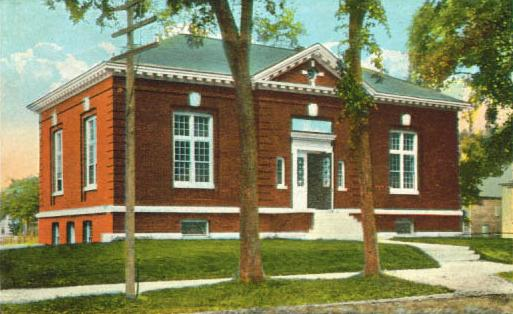
مكتبة كورتيس التذكارية ج. 1915
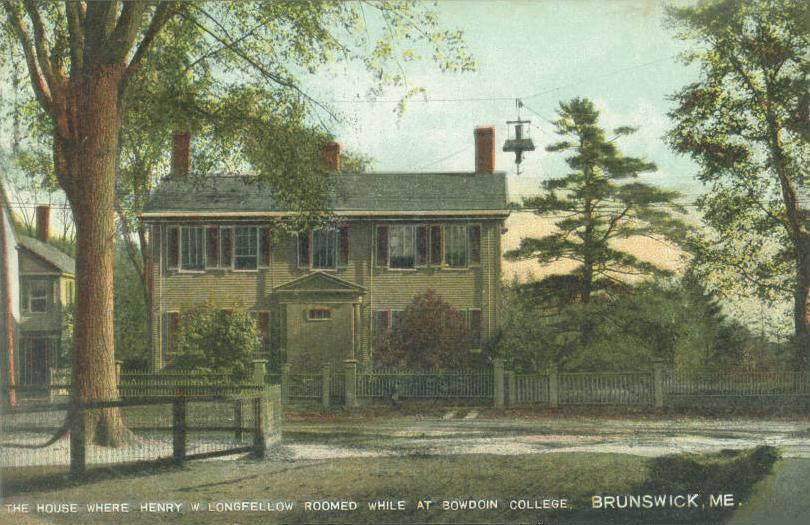
منزل هنري وادزورث لونغفيلو،عام 1825
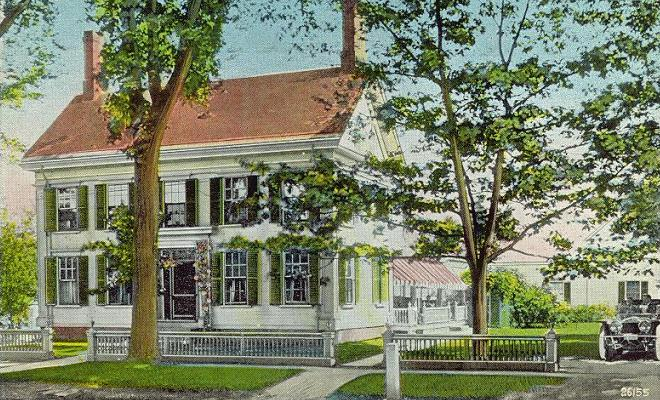
منزل هارييت بيتشر ستو هاوس، حيث كتب ستو بين عامي 1850 و 1852 كوخ العم توم
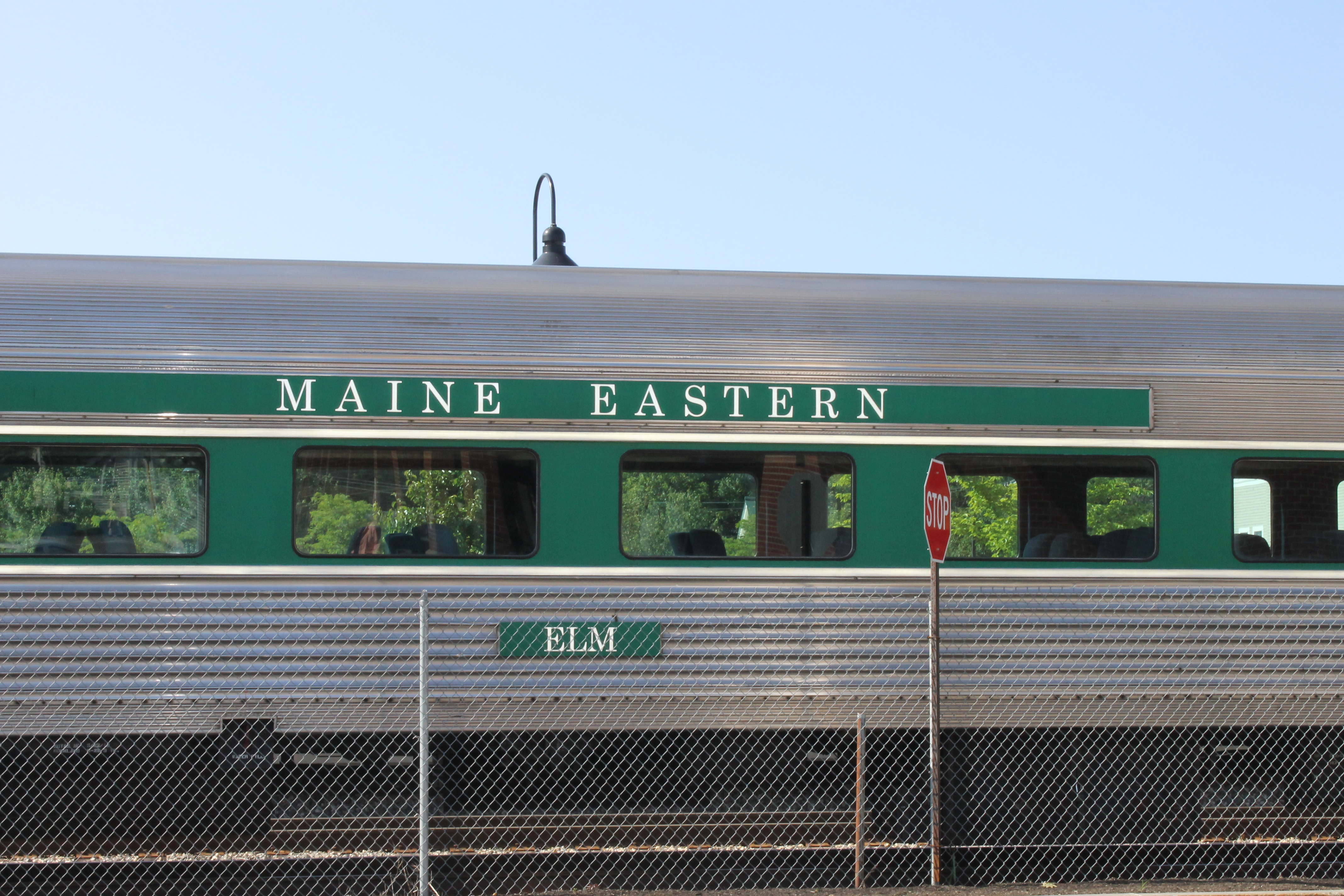
قطار Maine Eastern Railroad في محطة أمتراك في برونزويك